# Athyrium crassicaule
Athyrium crassicaule là một loài dương xỉ trong họ Athyriaceae. Loài này được J.P.Roux mô tả khoa học đầu tiên năm 2009.
Danh pháp khoa học của loài này chưa được làm sáng tỏ. 